# Distrito de Nordhausen
El Distrito de Nordhausen (en alemán: Landkreis Nordhausen) es el Landkreis (distrito rural) más septentrional del estado federal de Turingia (Alemania). Los territorios vecinos al norte y al este son los tres distritos del estado de Sajonia-Anhalt denominados Wernigerode, Quedlinburg y Sangerhausen, al sur limita con el distrito de Kyffhäuser, en su frontera occidental con el distrito de Eichsfeld y al noroeste con los distritos del estado de Baja Sajonia de Osterode am Harz y Goslar. La capital del distrito recaesobre la ciudad de Nordhausen.

## Geografía
Al norte del distrito se tiene frontera con la sierra del Harz, al sur el punto más alto del Dün, Hainleite y Windleite, se encuentra a una altitud de 634 NN en el corazón del Harz, fronterizo con Baja Sajonia. Los ríos más importantes del territorio son el Fluss y el Helme.

## Composición del distrito
(Habitantes a 30 de junio de 2006)
| 1. Bleicherode (6276) 2. Ellrich (6213) 3. Heringen/Helme (2370) 4. Nordhausen Gran Ciudad (43 429) 1. Verwaltungsgemeinschaft Goldene Aue 1. Auleben (1065) 2. Görsbach (1151) 3. Hamma (296) 4. Heringen/Helme, Stadt (2370) 5. Urbach (994) 6. Uthleben (1194) 7. Windehausen (550) 2. Verwaltungsgemeinschaft Hainleite 1. Großlohra (1028) 2. Hainrode (379) 3. Kleinfurra (1230) 4. Nohra (943) 5. Wipperdorf (1582) 6. Wolkramshausen (1112) 3. Verwaltungsgemeinschaft Hohnstein/Südharz 1. Buchholz (200) 2. Harzungen (220) 3. Herrmannsacker (429) 4. Ilfeld (3135) 5. Neustadt/Harz (1207) 6. Niedersachswerfen (3288) 7. Petersdorf (364) 8. Rodishain (286) 9. Stempeda (296) | 1. Etzelsrode (103) 2. Friedrichsthal (277) 3. Hohenstein (2777) 4. Kehmstedt (518) 5. Kleinbodungen (385) 6. Kraja (323) 7. Lipprechterode (647) 8. Niedergebra (787) 9. Obergebra (878) 10. Sollstedt, (3050) 1. Rehungen (499) 11. Werther (3603) |